# 9
Évszázadok: i. e. 1. század – 1. század – 2. század
Évtizedek: i. e. 40-es évek – i. e. 30-as évek – i. e. 20-as évek – i. e. 10-es évek – i. e. 1-es évek – 1-es évek – 10-es évek – 20-as évek – 30-as évek – 40-es évek – 50-es évek
Évek: 4 – 5 – 6 – 7 –  8 – 9 – 10 – 11 – 12 – 13 – 14

## Események

### Római Birodalom
- Caius Poppaeus Sabinust (helyettese Marcus Papius Mutilus) és Quintus Sulpicius Camerinust (helyettese Quintus Poppaeus Secundus) választják consulnak.
- Szeptember 9 – a teutoburgi csata: a névleg római szövetséges Arminius csapdába csalja Publius Quinctilius Varus germaniai helytartót és három légióját (Legio XVII, XVIII és XIX). A germánok néhány túlélő kivételével valamennyi rómait lemészárolják, Varus öngyilkos lesz. Ez a római hadtörténelem egyik legsúlyosabb veresége. A rómaiak ezt követően nem törekednek Germánia meghódítására, a Rajnánál húzódó határ megerősítésére a térségbe vezénylik a Legio II Augusta, XX Valeria Victrix és XIII Gemina egységeket.
- Elfojtják az illíriai felkelés utolsó dalmáciai tűzfészkeit is, az ellenálló törzsek földjeit felperzselik, a hegyi erődökbe húzódó lázadók nagy része elpusztul. A felkelés véget ér.
- Elfogadják a lex Papia Poppaeát, amely igyekszik növelni a népszaporulatot. A 25. évüket betöltött nem házasok nem örökölhetnek, a sokgyerekesek előnyben vannak a hivatalok elnyerésénél, megnehezítik a szenátori rend tagjainak házasodását alacsonyabb rangúakkal.
- Cunobelinus átveszi a hatalmat a britanniai Catuvellauni törzs fölött.

### Kína
- Január 10. – Egy hamisított jóslatra alapozva Vang Mang régens császárrá kiáltja ki magát és megalapítja a Hszin dinasztiát (amelynek ő marad az egyetlen tagja). Feleségét császárnővé, fiatalabbik fiát, Vang Lint koronaherceggé nevezi ki. A három éves (meg nem koronázott) császárt, Zsu-ce Jinget házi őrizetbe helyezik.
- Vang Mang betiltja a rabszolgakereskedelmet és földreformot hajt végre: minden föld az állam tulajdona; addigi birtokosa továbbra is művelheti, de nem adhatja el. Egy személy csak 0,6 km2-nyi földet birtokolhat, a fölösleges ki kell osztania a családtagoknak. A tiltakozókat száműzik.

## Születések
- Vespasianus, római császár

## Halálozások
- Publius Quinctilius Varus, római politikus és hadvezér

## Fordítás
- Ez a szócikk részben vagy egészben  az   AD 9 című angol Wikipédia-szócikk ezen változatának fordításán alapul.  Az eredeti cikk szerkesztőit annak laptörténete sorolja fel. Ez a jelzés csupán a megfogalmazás eredetét és a szerzői jogokat jelzi, nem szolgál a cikkben szereplő információk forrásmegjelöléseként.